# Kościół św. Jacka w Bytomiu
Kościół pw. Świętego Jacka w Bytomiu (niem. St. Hiazynthkirche) – kościół rzymskokatolicki wzniesiony w latach 1908–1911 w Bytomiu-Rozbarku, wpisany do rejestru zabytków nieruchomych województwa śląskiego.

## Historia
W miejscu dzisiejszego krzyża przykościelnego stał pierwszy kościółek św. Jacka. Został wybudowany w 1875 roku po wielkim pożarze wsi Rozbark. Jego małe gabaryty przesądziły o tym, że trzydzieści lat później została wzniesiona obecna świątynia. Stary kościółek został rozebrany około 1911 roku. Do drugiej wojny światowej zachowały się jednak wszystkie ołtarze przeniesione ze starej kaplicy do krypty św. Józefa pod nawą, lecz nie przetrwały do dziś. Jedyną pamiątką po starym kościółku jest dzwon św. Barbary, który nadal zwołuje mieszkańców dzielnicy Rozbark na msze.
Obecny kościół został wybudowany w latach w stylu neoromańskim na wzgórzu tuż obok nieistniejącej już kaplicy św. Jacka z 1875 roku. Architektem był mieszkaniec Katowic, Max Giemsa. Podczas projektowania wzorował się na katedrze w Limburgu. Do budowy zatrudniona została firma F. Neumanna z Bytomia. Za wystrój wnętrza odpowiedzialne było większe grono, w którym każdy miał swój udział:
- rzeźbiarz Matthias Beule (1877–1921) wykonywał rzeźby w kamieniu
- rzeźbiarz Georg Schreiner z Ratyzbony stworzył rzeźby ołtarzowe
- artysta, malarz Otto Kowalewski z Katowic był odpowiedzialny za malarstwo ścienne
- firma Carl Busch z Wrocławia wykonała ołtarze

W dwa lata po wybudowaniu świątyni powstała parafia (1913), a do konsekracji doszło w 4 sierpnia 1915 roku. W 1991 r. dokonano całkowitego remontu dachu kościoła.

## Architektura
Kościół dwukondygnacyjny (w dolnej kondygnacji znajduje się krypta Świętego Józefa), posiada dwie wieże (wysokości 57 m) po obu stronach elewacji wschodniej. Trzynawowy z nawą krzyżową oraz orientowany odwrotnie bowiem usytuowany jest ołtarzem głównym ku zachodowi. Nad skrzyżowaniem naw znajduje się ażurowa sygnaturka z iglicowym daszkiem.
Wnętrze zostało pokryte drewnianym stropem, podwieszonym na wieszarowej konstrukcji dachu, oraz otynkowane. W kościele znajdują się trzy empory, dwie boczne, a także chóru muzycznego z organami. Organy zbudowała austriacka firma Rieger, posiadają one 60 głosów i są jednym z ciekawszych zabytkowych instrumentów w mieście, jak i na całym Górnym Śląsku. Cały budynek jest murowany, a elewacje wykonano z ciosów piaskowca.
Elewację i wnętrze dekorują liczne rzeźby w piaskowcu. Wszystkie okna oraz drzwi są zdobione. Na szczególną uwagę zasługuje główne wejście. Wewnątrz znajdują się ołtarze oraz ambona z dekoracją snycerską, a także barwne witraże, których autora nie ustalono.

## Galeria

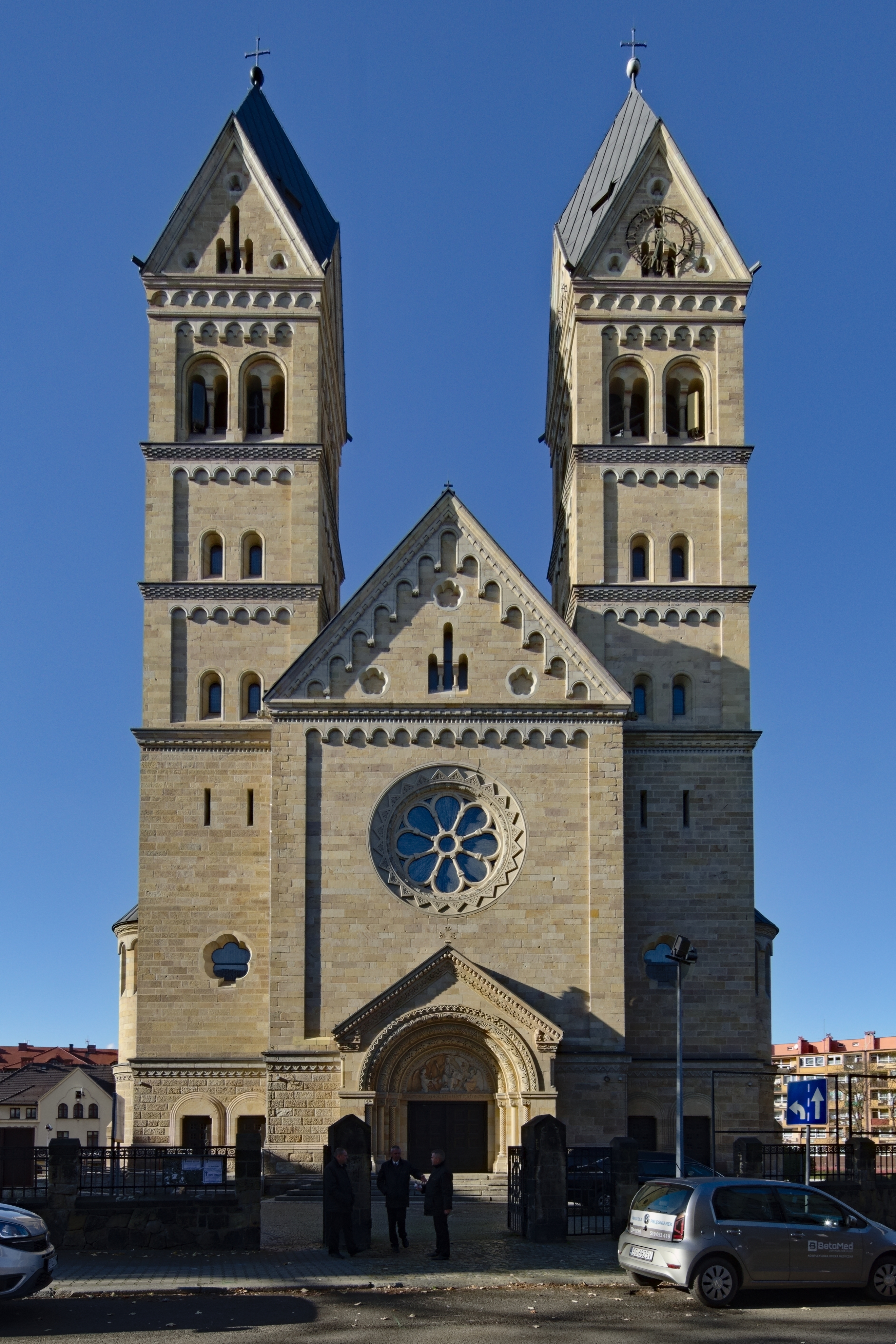
Fasada (2023)
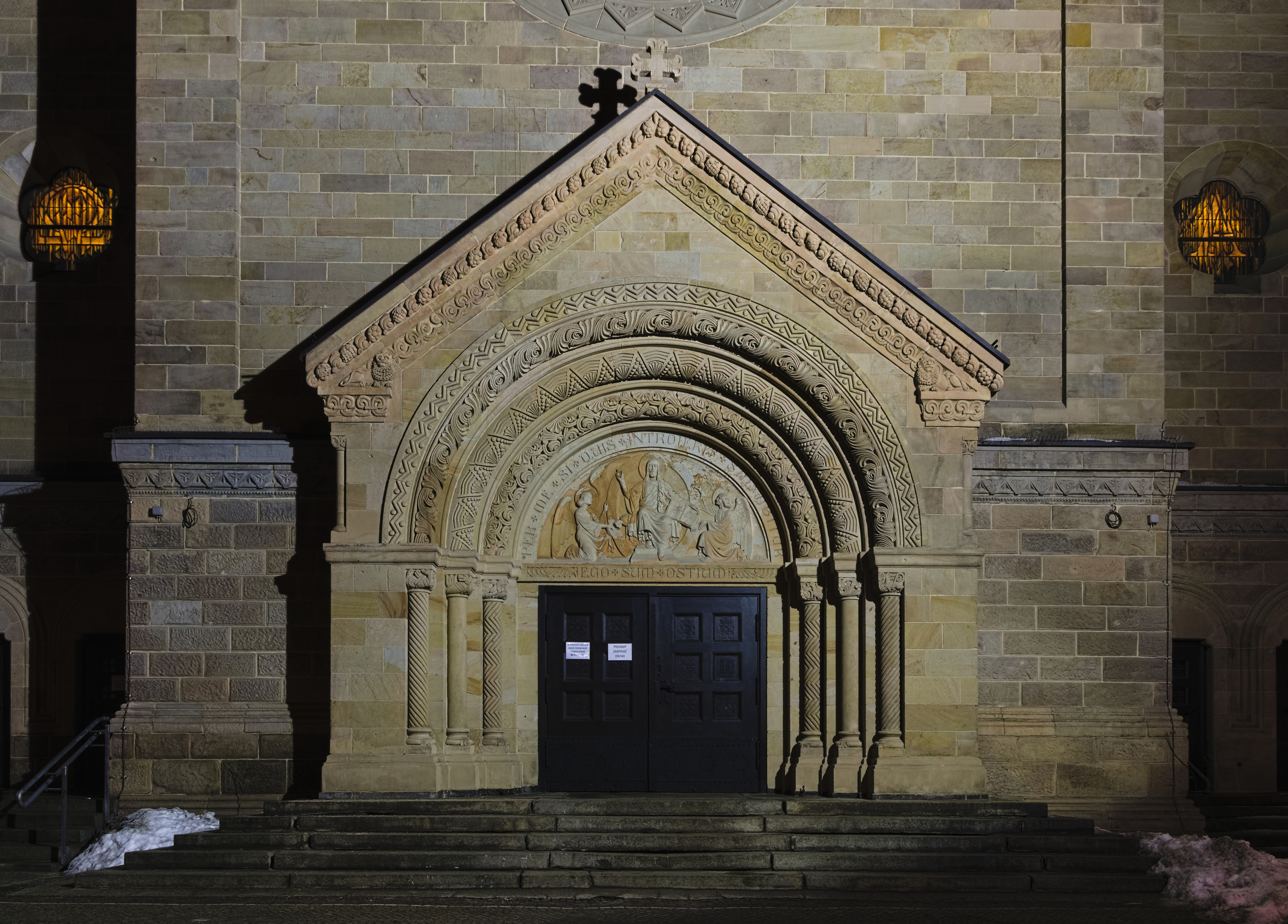
Wejście główne (2021)
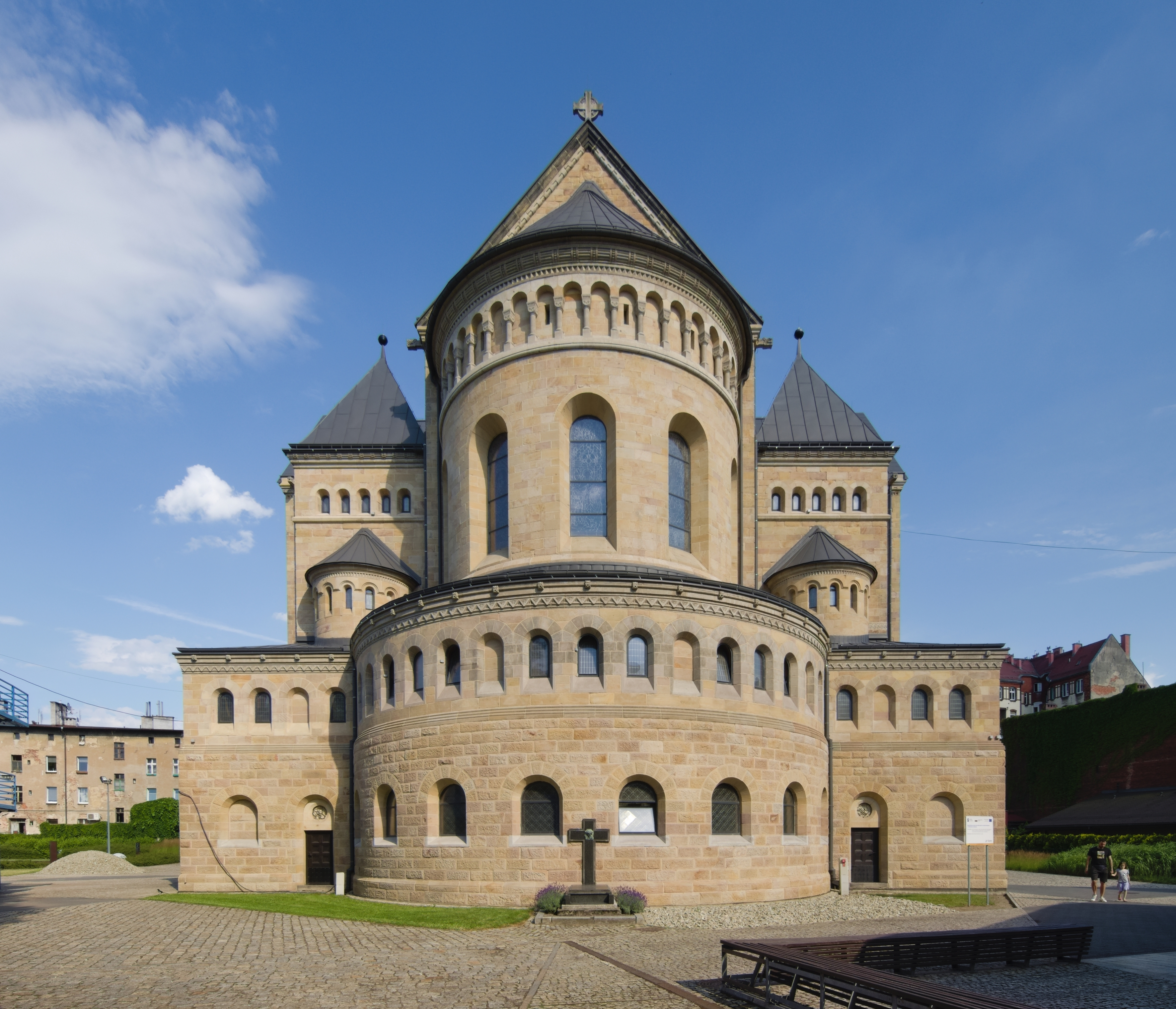
Apsyda (2022)
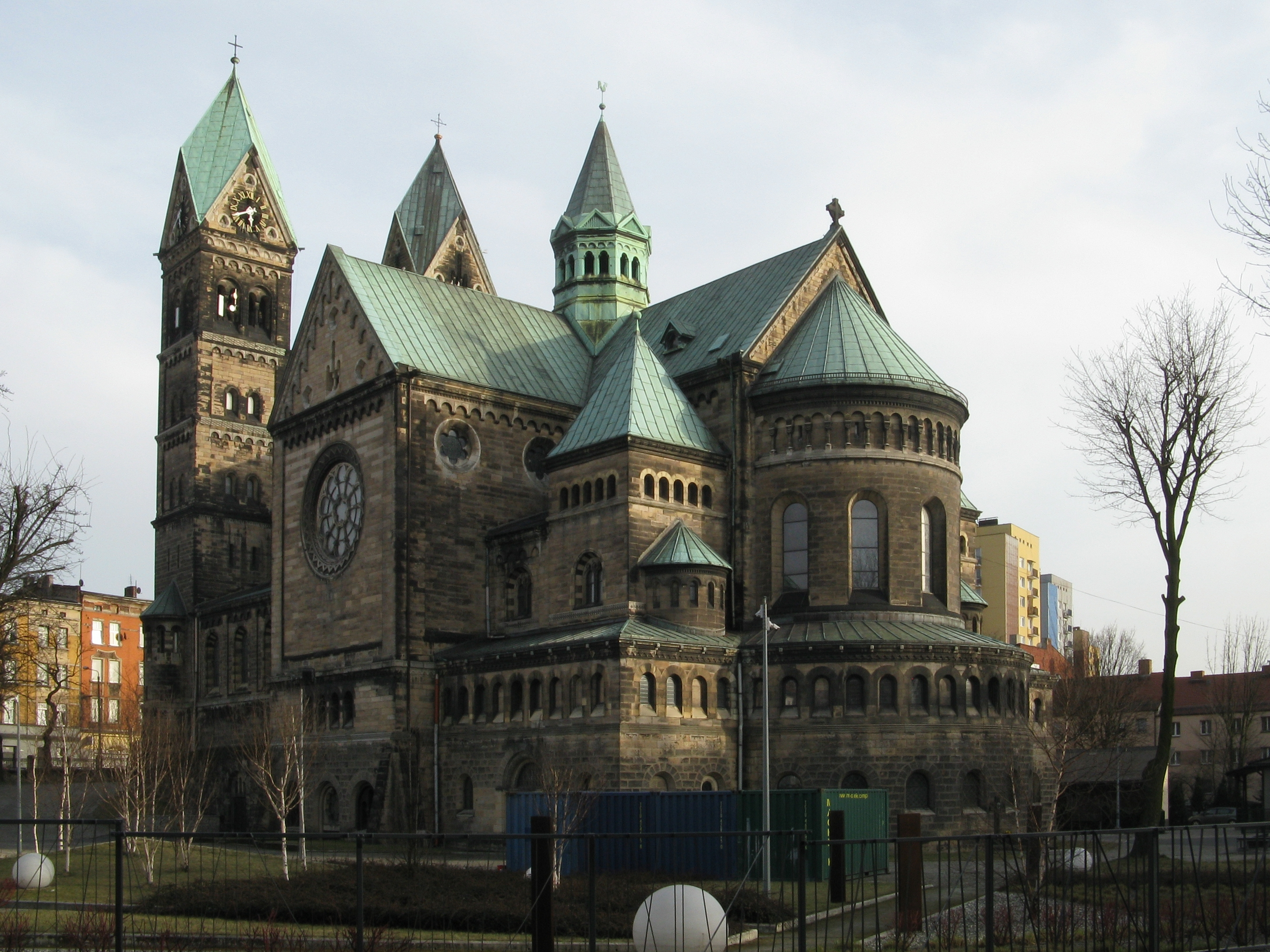
Widok z północy (2018)
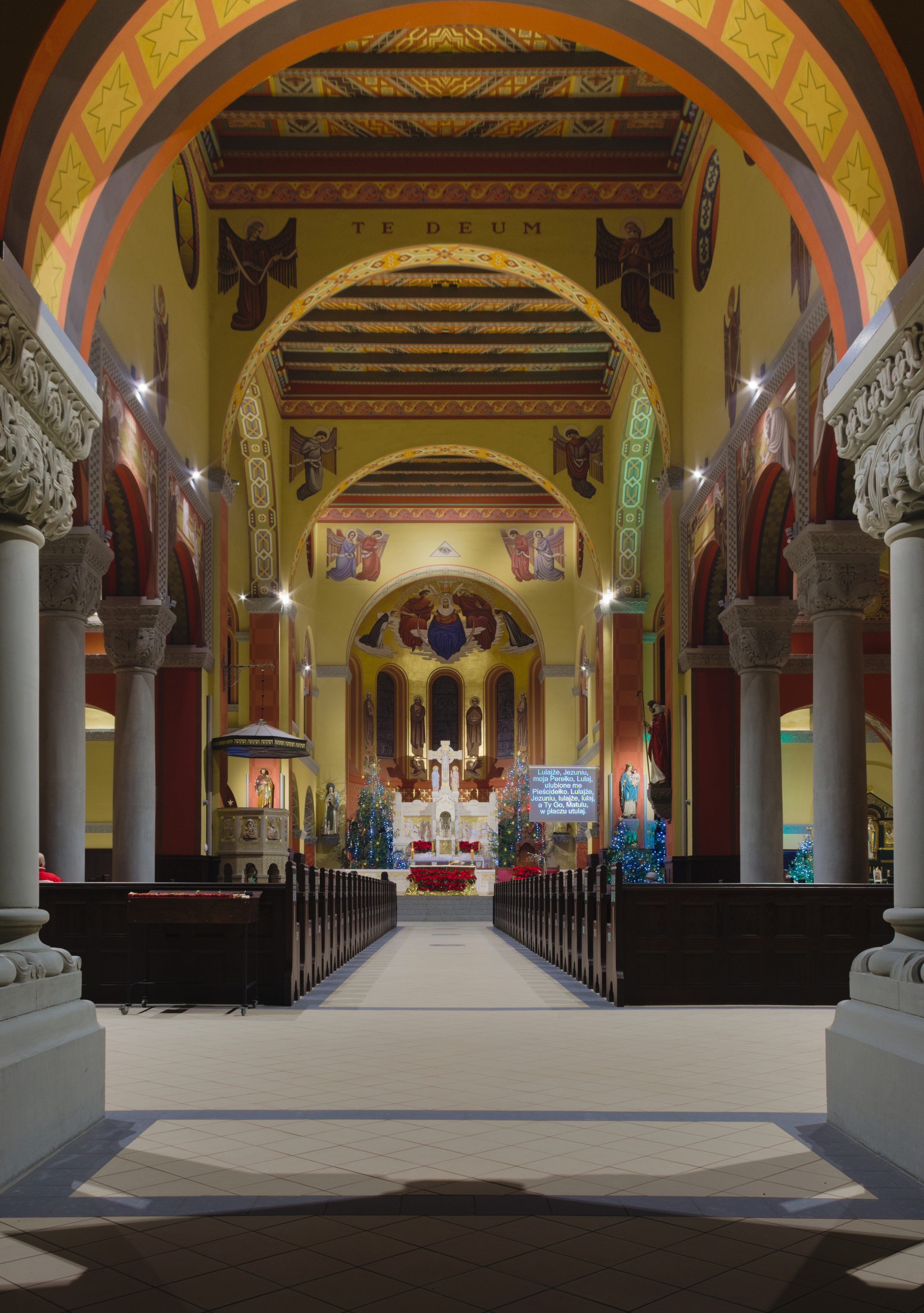
Wnętrze (2021)
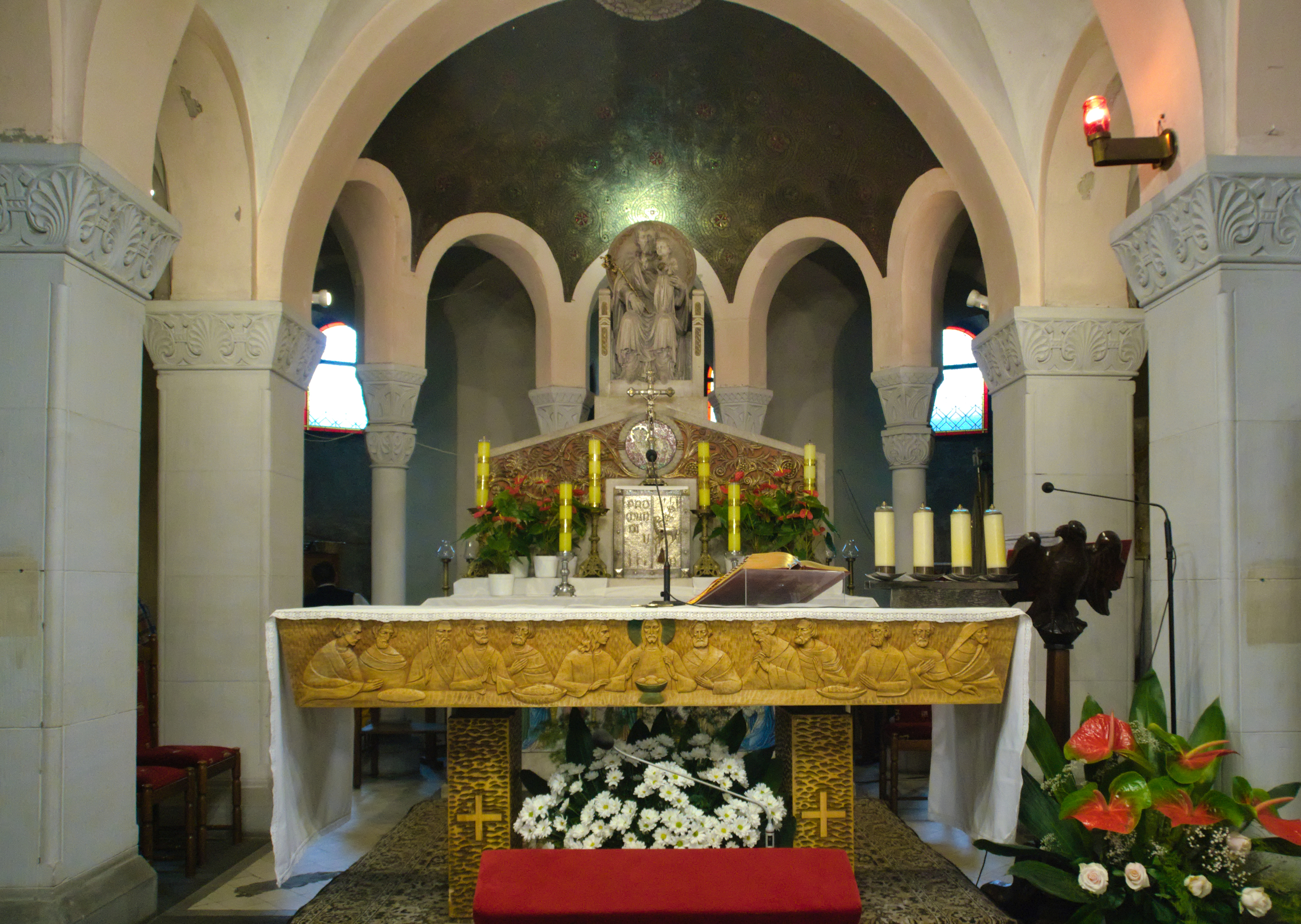
Ołtarz w kościele dolnym (2019)